# Reductona
Una reductona es una clase especial de compuesto orgánico. Consiste en un enodiol con un carbonilo adyacente al enodiol, p. ejem. RC(OH)=C(OH)-C(O)R. El enodiol se estabiliza por resonancia resultante de la tautomería con el carbonilo. Por tanto, el equilibrio químico genera principalmente el enodiol, el cual es más abundante que los productos de composición ceto.
Las reductonas son agentes reductores, así como antioxidantes eficaces. Algunos son ácidos bastante fuertes.
Los ejemplos más representativos de reductonas son el tartronaldehído, el ácido redúctico y el ácido ascórbico.
| Ejemplos de reductonas | Ejemplos de reductonas | Ejemplos de reductonas       |
| ---------------------- | ---------------------- | ---------------------------- |
|                        |                        |                              |
| Tartronaldehído        | Ácido redúctico        | Ácido ascórbico (vitamina C) |